# Gniew
Gniew [ɡɲef] (kaschubisch Gméw; deutsch Mewe) ist eine Kleinstadt im Powiat Tczewski der polnischen Woiwodschaft Pommern mit 6800 Einwohnern. Die Stadt ist Sitz der gleichnamigen Stadt-und-Land-Gemeinde.

## Lage
Gniew liegt im ehemaligen Westpreußen im Tal der Unteren Weichsel oberhalb der Mündung der Wierzyca (Ferse), rund 60 km südöstlich von Danzig und 35 km nördlich von Grudziądz (Graudenz). Das Gemeindegebiet erstreckt sich links der Weichsel und wird von Norden nach Süden von der Staatsstraße Droga krajowa 1 durchzogen.

## Geschichte

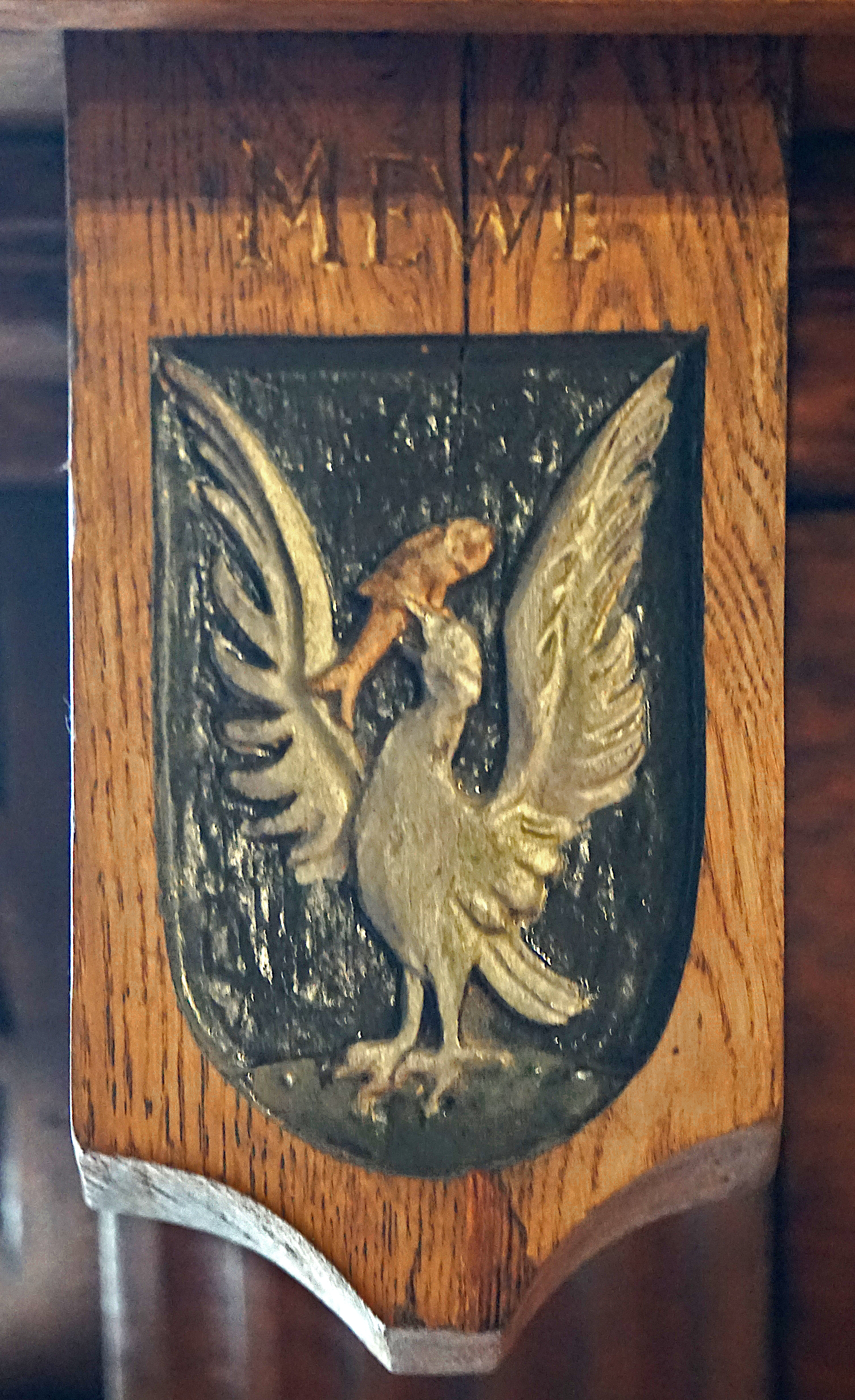
Wappen von Mewe im Plenarsaal des altstädtischen Rathauses in Danzig

Auf exponierter Lage über der Weichsel und der Ferse – der Name Gniew ist slawischen Ursprungs und bedeutet Erhebung – gab es wohl bereits im 7. Jahrhundert eine erste befestigte Siedlung, die im 11. Jahrhundert dem polnischen Staat bzw. dem Herrschaftsbereich pomerellischer Herzöge angeschlossen wurde. 1229 erhielt das Kloster Oliva das Mewer Land als Schenkung von Herzog Sambor II., und in diesem Zusammenhang wurde die Stadt erstmals erwähnt.

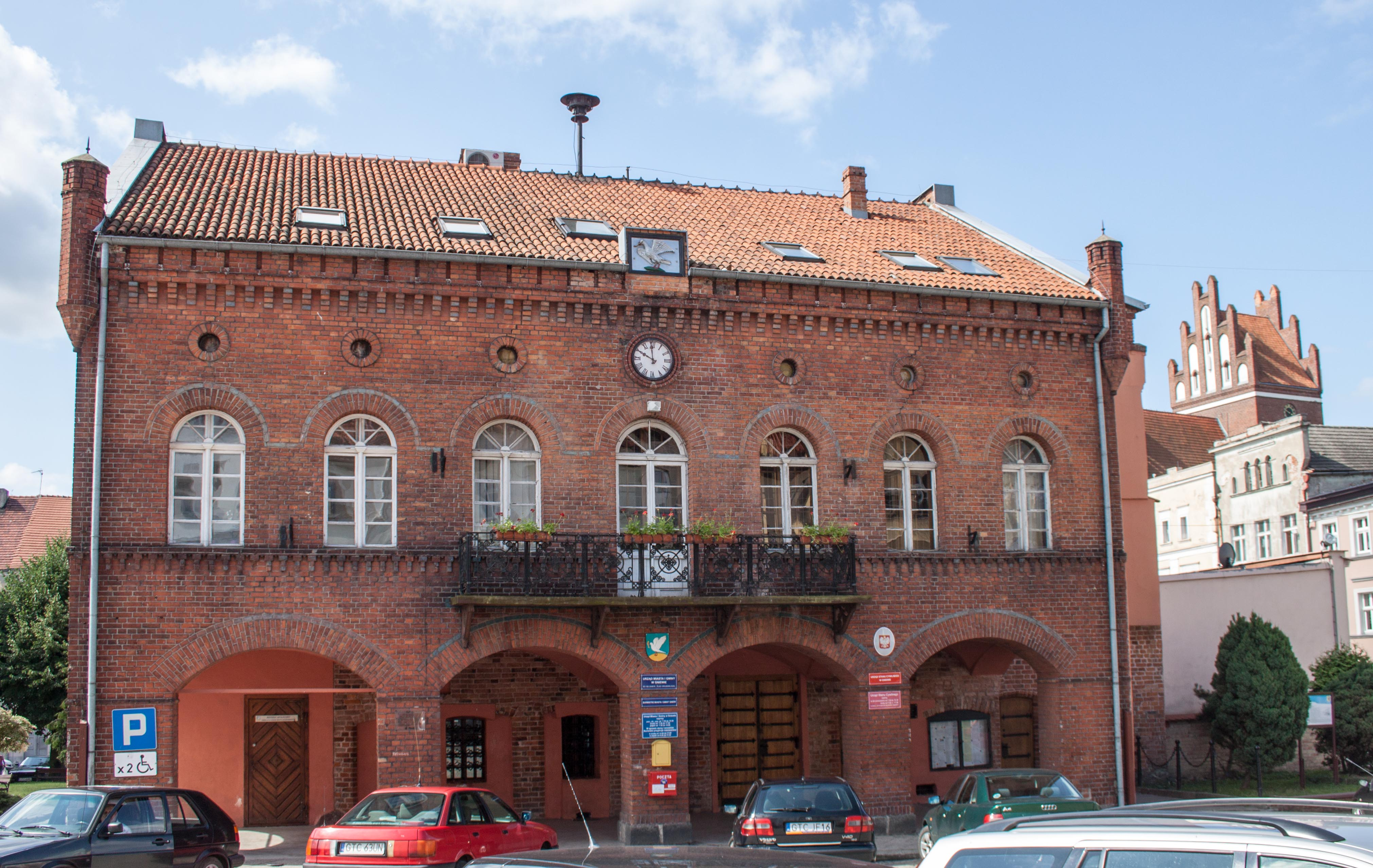
Rathaus

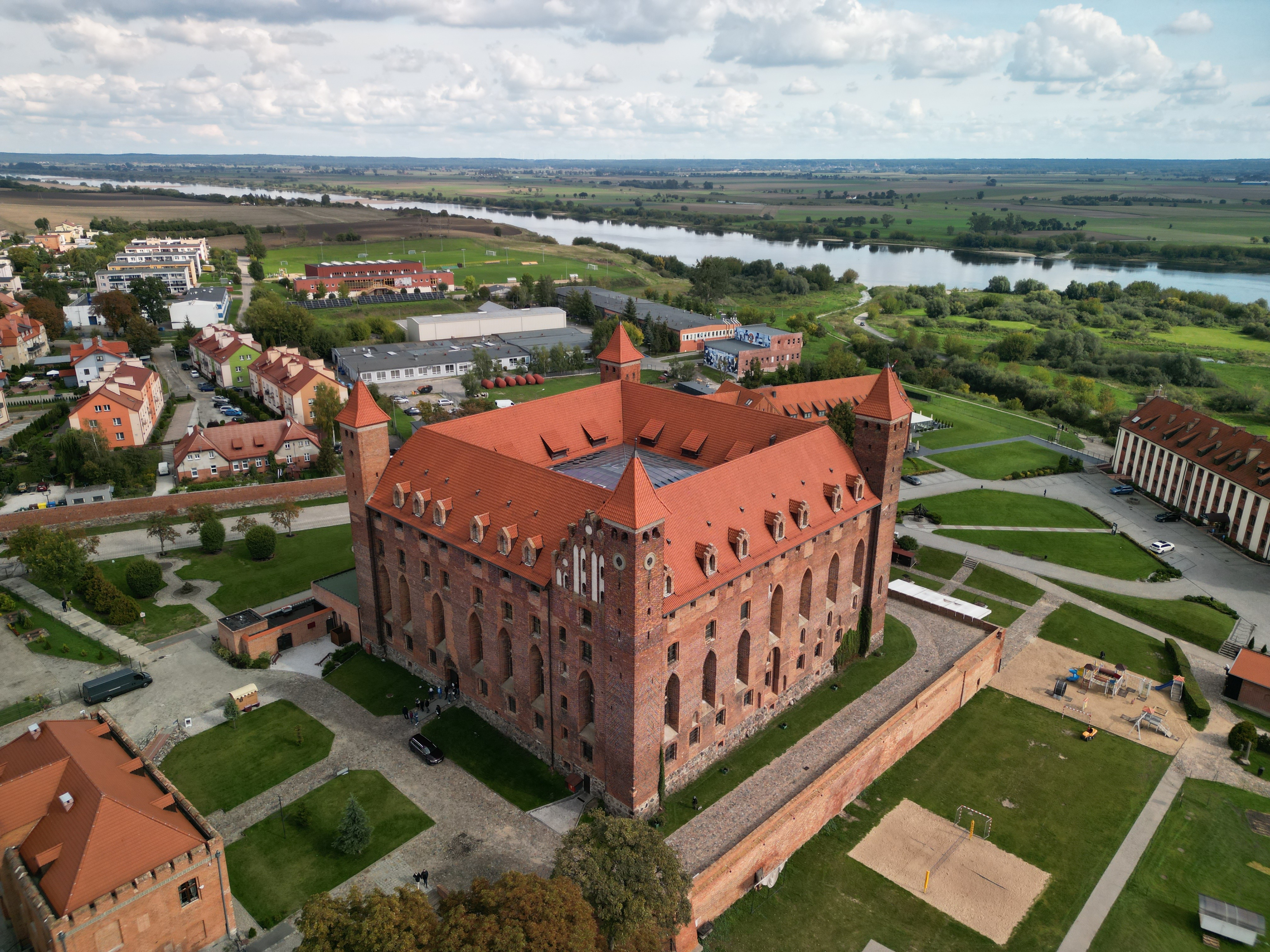
Ordensburg Mewe

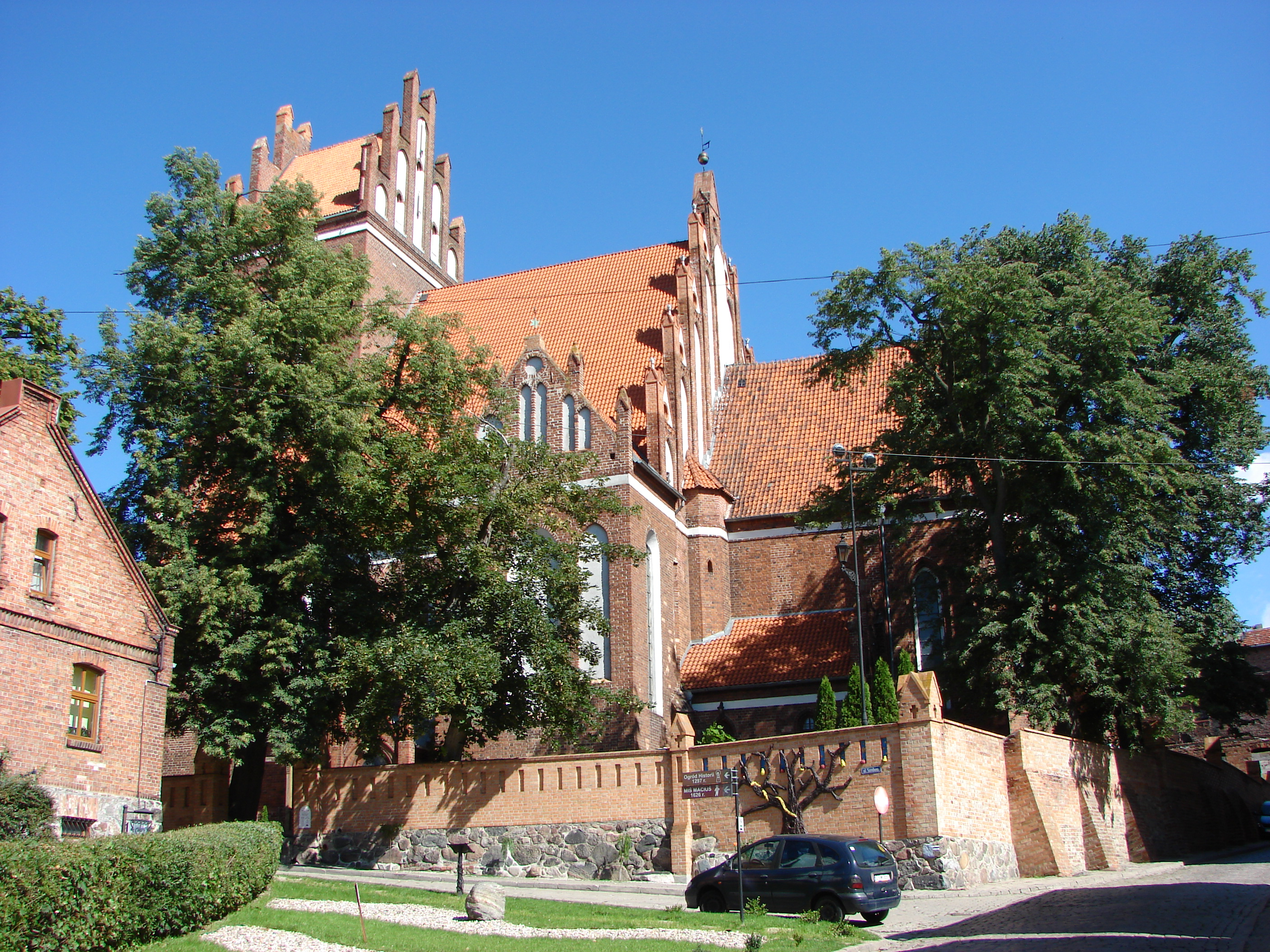
Pfarrkirche

Jedoch besetzte Sambor während des Krieges mit seinem Bruder Swantopolk II. wieder das Mewer Land und vermachte es in seinem Testament dem Deutschen Orden. Nach seinem Tod konnte es der Orden 1276 in Besitz nehmen und dehnte seinen Machtbereich damit erstmals links der Weichsel aus. Aufgrund der strategisch wichtigen Lage Mewes wurde gleich darauf Dietrich von Speier als erster Komtur von Mewe eingesetzt und 1283 wurde mit dem Bau einer Burg (Kommende) in Mewe begonnen. Dabei wurden Materialien der abgebrochenen Festung Potterberg verwendet, die der Orden zwischen Kulm und Althausen angelegt hatte. Die Burg blieb bis 1309 der westlichste Außenposten des Ordenslandes. Mewe wurde am 25. September 1297 vom Landmeister des Ordens Meinhardt von Querfurt eine Handfeste erteilt, nach der Konrad von Rheden mit dem Erbschulzenamt und der Besetzung der Stadt Mewe nach Kulmer Recht betraut wurde. Die neue Stadt an der Weichsel wurde von deutschen Kolonisten besiedelt und entwickelte sich rasch zu einem Umschlagsplatz für Bier, Holz und Weizen. Mewe erhielt einen quadratischen Marktplatz und ein schachbrettartiges Straßennetz und wurde von einer Stadtmauer sowie der Ordensburg geschützt. Eine Pfarrkirche war bereits vorhanden. Die gotische Stadtpfarrkirche St. Nikolai entstand gegen Anfang des 14. Jahrhunderts, zur Wende des 14. zum 15. Jahrhunderts wurde inmitten des Marktes das Rathaus erbaut.
Die Geschichte von Mewe war stets eng mit der Deutschordensburg verbunden. Diese wurde als wichtiger Komturssitz oft von den Hochmeistern aufgesucht. Die Burg wurde nach seiner Abdankung als Hochmeister des Ordens 1422 Michael Küchmeister von Sternberg als Wohnsitz eingeräumt, nachdem sie zuvor neu eingerichtet worden war.
Nach der Schlacht bei Tannenberg wurde Mewe samt Burg 1410 von polnischen Truppen besetzt. Infolge des Ersten Thorner Friedens wurde es 1411 aber wieder an den Orden zurückgegeben. Die Auseinandersetzungen zwischen Deutschem Orden und Polen-Litauen dauerten aber weiter an. Während des Dreizehnjährigen Kriegs wurde Hermann Stargard, der Bürgermeister von Danzig, das als Mitglied des Preußischen Bundes im Krieg mit dem Deutschen Orden stand, in der Mewer Ordensburg bis zu seinem Tod 1461 gefangen gehalten. Mewe war zwar sehr früh Mitglied des Preußischen Bundes geworden, stand aber kurz darauf wieder auf Seiten des Ordens, nachdem die Bürgerschaft die Ordensritter wieder in die Stadt gelassen hatte. 1464 endete die enge Verbundenheit der Stadt mit dem Deutschen Orden, als dieser nach sechsmonatiger Belagerung durch Polen die Burg aufgeben musste. Mit dem Friedensschluss von Thorn 1466 wurde Mewe Teil Königlich-Preußens, einer bis 1569 autonomen Provinz der Krone Polens. Anstelle eines Komturs residierte fortan bis 1772 ein Starost auf der Burg. Da Mewe bei Kriegsende nicht auf Seiten Polens gestanden hatte, wurde in der Folgezeit die Selbstbestimmung der Bürgerschaft eingedämmt, was an der Tatsache erkennbar ist, dass sich die Reformation in Mewe im Gegensatz zu anderen Städten in Preußen nicht behaupten konnte. Die Generallandtage der Woiwodschaft Pommerellen, einer Untergliederung des Königlichen Preußens, pflegten in Mewe zu tagen.
Schwere Schäden fügte der Stadt der Zweite Schwedisch-Polnische Krieg zu, in dessen Verlauf es 1626 nahe der Stadt zu einer Schlacht kam, in der die polnischen Truppen unter Sigismund III. Wasa den Schweden unter Gustav II. Adolf unterlagen. Von 1667 bis 1696 war Johann Sobieski Starost von Gniew. In seiner Regierungszeit wurde die Stadt wiederaufgebaut, und er ließ auf dem Burgberg von 1670 bis 1674 ein Schlösschen (Pałac Marysieńki) für seine Frau Maria Kazimiera Sobieska errichten.

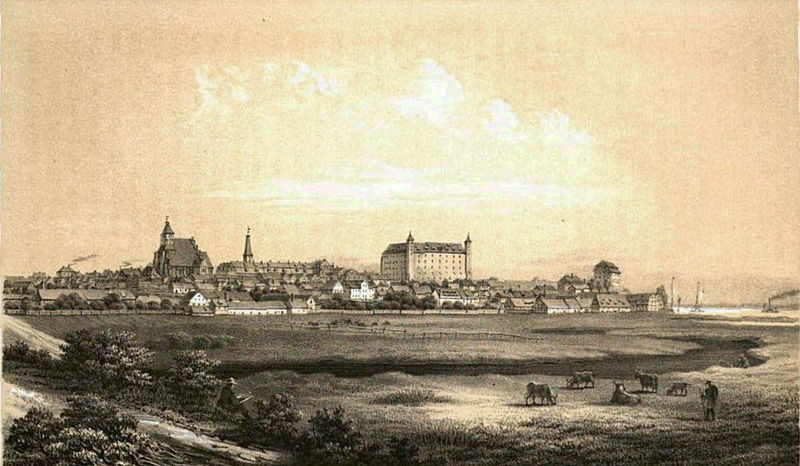
Mewe an der Weichsel um die Mitte des 19. Jahrhunderts (Lithographie).

Durch die Erste Teilung Polen-Litauens 1772 wurde das westliche Preußen mit Mewe unter Friedrich II. von Preußen mit dem östlichen Teil des Königreichs Preußen in dem Maße wiedervereinigt, wie diese Teile zur Zeit des Deutschordensstaats miteinander verbunden gewesen waren.
Nach Ende des Ersten Weltkriegs wurde die bis dahin deutsche Stadtverwaltung von einer polnischen Bürgerwehr abgesetzt und übernommen, die die ‚Republik Gniew‘ ausrief. Dieser winzige Stadtstaat bestand bis 1920. Aufgrund der Bestimmungen des Versailler Vertrags musste Mewe 1920 zum Zweck der Einrichtung des Polnischen Korridors an Polen abgetreten werden.
Aus ungeklärter Ursache brach 1921 ein Brand in der Burg aus, der das Wahrzeichen Gniews schwer beschädigte. Von 1924 bis zum 1. April 1932 war Gniew Kreisstadt des Powiat Gniewski, der dann im Powiat Tczewski (Dirschau) aufging. Die von 1905 bis 1909 erbaute über 1000 m lange stählerne Weichselbrücke bei Münsterwalde, auf Polnisch Most w Opaleniu bezeichnet, wurde von 1927 bis 1929 demontiert, da Polen keine Verwendung für eine Brücke hinüber zum ostpreußischen Marienwerder hatte. Teile der Brücke wurden 1934 weichselaufwärts bei Toruń für die Piłsudski-Brücke verwendet.
Im Anschluss an den Überfall auf Polen 1939 wurde das Territorium des Polnischen Korridors vom Deutschen Reich annektiert. Mewe wurde in den Reichsgau Danzig-Westpreußen eingegliedert. In der Stadt, nun wieder in ihren alten Namen Mewe umbenannt, wurde ein Umsiedlungslager für Polen aus dem Raum Dirschau eingerichtet.
Gegen Ende des Zweiten Weltkriegs wurde Mewe nach langen Kämpfen mit der Sowjetarmee am 7. März 1945 von der Wehrmacht aufgegeben und anschließend von der Roten Armee besetzt. In der Folgezeit wurden die Kriegsschäden behoben. Die 1818–1823 auf dem Marktplatz nach Plänen von Karl Friedrich Schinkel und unter Bauleitung von Salomo Sachs errichtete evangelische Kirche, die während des Zweiten Weltkriegs kaum beschädigt worden war, wurde im Herbst 1957 auf Geheiß polnischer Behörden abgebrochen.
Heute erfreut sich Gniew dank seiner historischen Altstadt und der Ordensburg großer Beliebtheit bei Touristen.

### Demographie
| Jahr | Einwohner | Anmerkungen |
| ---- | --------- | --- |
| 1772 | 0850      | darunter 20 Krämer und Kaufleute, zwei Apotheker und 83 Handwerker                                                                                                  |
| 1783 | 1374      | darunter 277 Angehörige der Garnison (Stab und sieben Kompanien eines 1774 gestifteten Regiments), fast alle evangelische Deutsche, nur wenige Katholiken und Polen |
| 1802 | 2034      | [ 8 ] |
| 1810 | 1618      | [ 8 ] |
| 1816 | 1855      | davon 937 Evangelische, 713 Katholiken und 192 Juden |
| 1821 | 1888      | [ 8 ] |
| 1831 | 1835      | teils Katholiken, teils Evangelische |
| 1864 | 3443      | davon 1204 Evangelische und 1724 Katholiken |
| 1871 | 4081      | davon 2100 Evangelische und 1700 Katholiken (1080 Polen) |
| 1875 | 4587      | [ 11 ] |
| 1880 | 4715      | [ 11 ] |
| 1885 | 4499      | [ 12 ] |
| 1890 | 4080      | darunter 1504 Evangelische, 2428 Katholiken und 142 Juden |
| 1905 | 4033      | darunter 1728 mit deutscher Muttersprache |
| 1910 | 3821      | [ 13 ] |
| 1921 | 3131      | , darunter 260 Deutsche |
| 1943 | 3625      | [ 4 ] |

| Jahr      | 1980 | 1995 | 2000 | 2005 |
| --------- | ---- | ---- | ---- | ---- |
| Einwohner | 6200 | 7211 | 6966 | 6809 |

## Wappen
Blasonierung: In Blau auf goldenem Berge stehend, eine auffliegende silberne Möwe, die einen goldenen Fisch im Schnabel hält.

## Städtepartnerschaften
Gniew unterhält mit folgenden Orten Partnerschaften:
- Castelmassa, Italien
- Ovidiopol (Овідіополь), Ukraine
- Pelplin, Polen

## Sehenswürdigkeiten

### Deutschordensburg

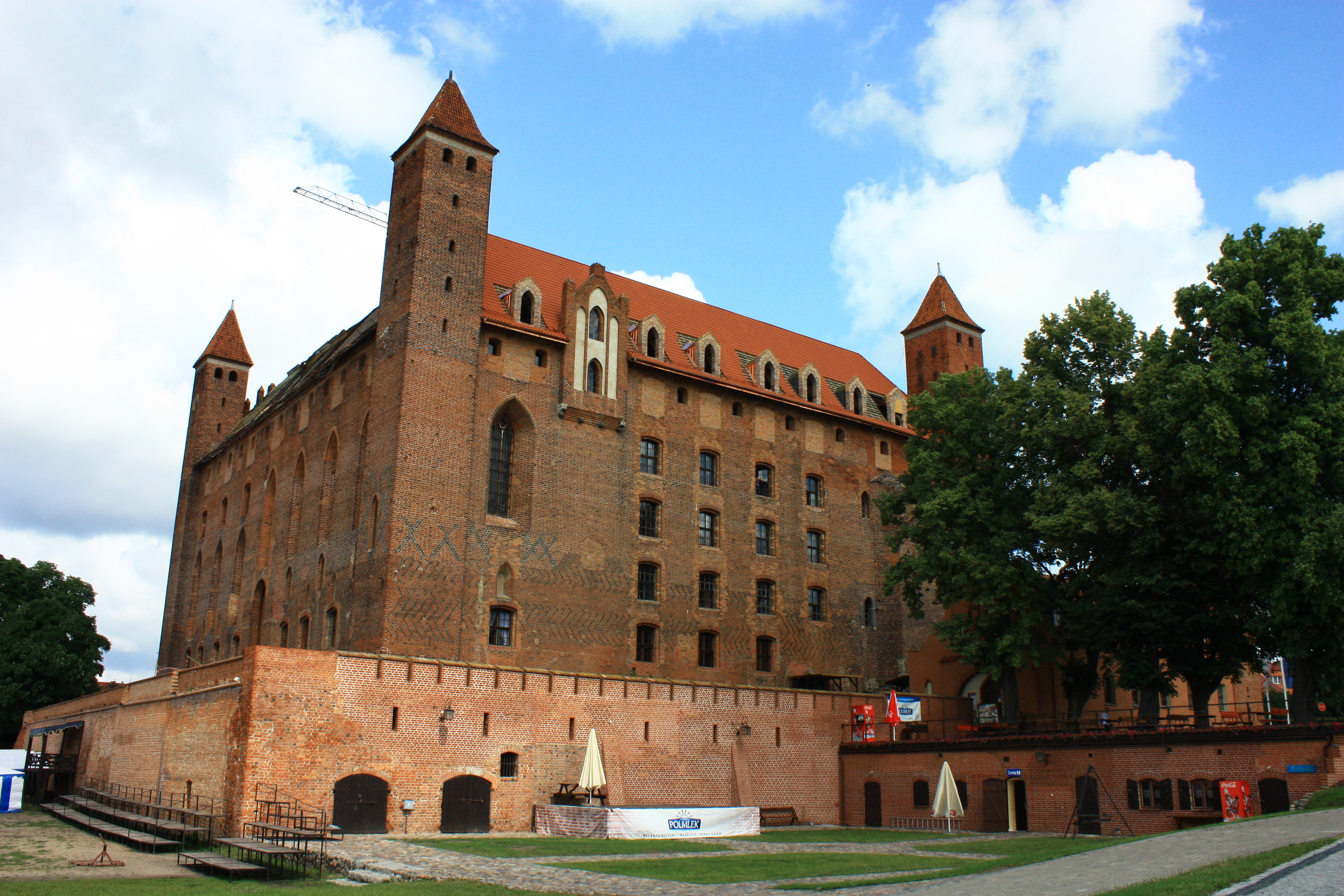
Burganlage

Wichtigste Sehenswürdigkeit der Stadt ist die Deutschordensburg (Zamek krzyżacki), die größte Burg des Ordens westlich der Weichsel. Ab 1283 wurde an diesem quadratischen Backsteinbauwerk mit Innenhof und einer Seitenlänge von rund 47 Metern gebaut, das die Stadt von der Weichsel abschirmt. Flankiert wird der Kubus von drei schlanken Türmen – anstelle eines solchen Nordturms wurde ein Bergfried mit einem Durchmesser von 12,5 Metern erbaut. In der leer stehenden Burg wurde ab 1772 eine Kaserne angelegt. 1803 diente sie als Magazin, wobei als Umbaumaßnahmen die Bogenfenster zugemauert und die meisten gotischen Gewölbe abgerissen wurden. Der bauliche Zustand der Burg verschlechterte sich zusehends. Ein Wandel setzte zur Mitte des 19. Jahrhunderts ein, als in der Burg ein Gefängnis eingerichtet wurde und man die mittelalterliche Burg im Zeitgeist der Romantik wiederherstellte und die begangenen Bausünden entfernte. Damals wurde der Bergfried bis zur halben Höhe abgerissen und durch einen, den übrigen drei Türmen gleichenden Aufsatz ergänzt. Zerstörungen brachte neben dem Brand von 1921 der Zweite Weltkrieg. Vorerst wurde das Bauwerk notdürftig gesichert. 1967 wurde vom örtlichen Betrieb Zakłady Mechanizmów Okrętowych FAMA der Wiederaufbau initiiert, der mit einer zweiten, von der Gemeinde getragenen Aufbau-Phase nach 1992 beendet wurde. Seitdem ist die Burg Veranstaltungsort von historischen Festen, Spektakeln und Ritterturnieren und ein beliebtes touristisches Ziel.

### Stadtpfarrkirche

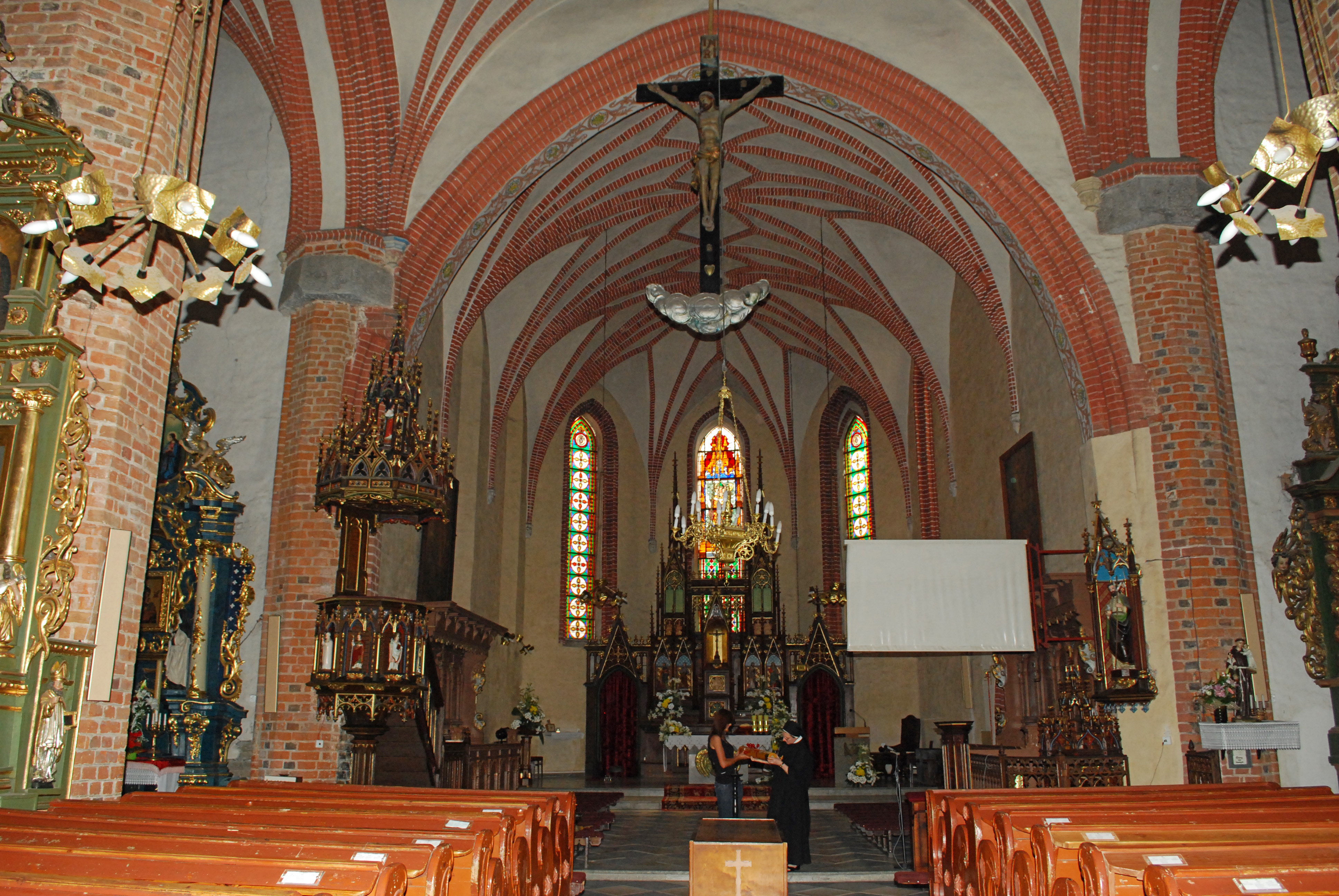
Innenansicht von St. Nikolai

Die Stadtpfarrkirche St. Nikolai (kościół Św. Mikołaja) stammt aus dem 14. Jahrhundert. Als ältester Teil dieser dreischiffigen gotischen Backstein-Hallenkirche wurde 1348 der Chor fertiggestellt. Turm und Langhaus werden von Staffelgiebeln bekrönt. In der Folgezeit wurde der Bau mehrfach umgebaut: Im 16. Jahrhundert kamen die Kapellen hinzu und im 19. Jahrhundert wurde die Kirche im Geiste der Gotik renoviert und der Turm aufgestockt. Aus dieser Zeit stammt die größtenteils neugotische Innenausstattung. Erhalten ist dagegen das Renaissance-Chorgestühl. Die Sonnenmonstranz aus dem 17. Jahrhundert des Danziger Goldschmieds Christian Schubert II. ist eine der bedeutendsten Polens.

### Marktplatz
Vor allem auf dem Marktplatz (Plac Grunwaldzki) finden sich im Kern gotische Bürgerhäuser, die ab dem 17. Jahrhundert umgebaut wurden. Bei zahlreichen konnten sich aber noch gotische Laubengänge erhalten. Inmitten des Marktes steht das Rathaus im Rundbogenstil, dessen Bau aus der Gotik stammt. Die vom Marktplatz abzweigenden Gassen werden von niedriger, kleinteiliger Bebauung aus dem 19. Jahrhundert gesäumt.

### Barockschloss

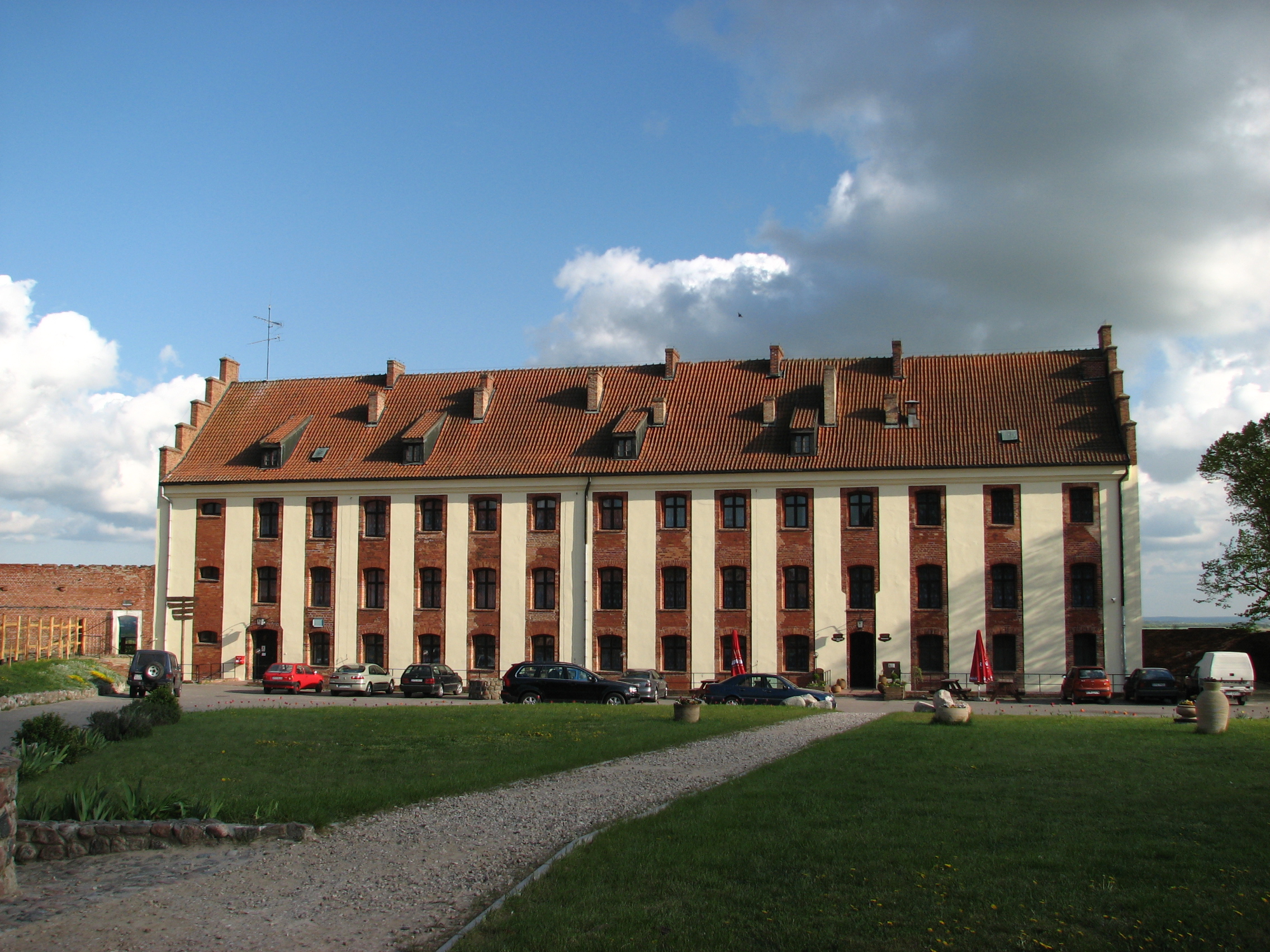
Pałac Marysieńki

1670–74 erbaute Johann III. Sobieski als Starost von Mewe und Kronfeldherr des polnischen Reichs auf dem Burgberg neben der Ordensburg vor Erlangung der Königswürde das Barockschloss Pałac Marysieńki, das seine Frau Maria Kazimiera Sobieska nach seinem Tod noch lange bewohnte. Das Schloss diente später als Kaserne. Vom Schloss bietet sich ein schöner Blick auf das Tal der Weichsel und der Ferse. Der Palast wird heute als Hotel verwendet.

### Stadtmauer
Darüber hinaus blieben Reste der Stadtmauer aus dem 14. Jahrhundert erhalten.

## Verkehr
Früher bestand die Bahnstrecke Morzeszczyn–Gniew nach Morzeszczyn (deutsch: Morroschin, später Leutmannsdorf). Zudem war Mewe durch die Marienwerder Kleinbahnen mit den Orten der Umgebung verbunden.

## Söhne und Töchter der Stadt
- Jacob Karweysse, Wiegendrucker des 15. Jahrhunderts aus Karweze (Karwiese) bei Mewe
- Heinrich Otto Hoffmann (1816–1893), Mathematiklehrer am Collegium Fridericianum
- Emil Wagner (1820–1888), deutscher Jurist und Politiker, Mitglied der Frankfurter Nationalversammlung
- Hedwig Prohl (1823–1886), deutsche Jugendschriftstellerin
- Iwan Knorr (1853–1916), deutscher Komponist und Musikpädagoge
- Johannes Merten (1857–1926), Vizeadmiral der Kaiserlichen Marine und General des Osmanischen Reiches
- Alexis Schleimer (1867–1920), Zeitschriftenherausgeber
- Maximilian Witt (1887–1942), deutscher römisch-katholischer Geistlicher und Märtyrer
- Sylvester Murau (1907–1956), in den Westen geflohener Offizier der DDR-Staatssicherheit, der mithilfe der eigenen Tochter in die DDR entführt und hingerichtet wurde.
- Christa Lörcher (* 1941), deutsche SPD-Politikerin, MdB

## Gmina Gniew
Die Stadt-und-Land-Gemeinde Gniew zählt auf einer Fläche von 194,8 km² rund 15.000 Einwohner. Ein ehemaliger Ort ist das Dorf Karwiese, das in der Stadt Mewe aufgegangen ist.